# St. Anton Abt (Tisens)

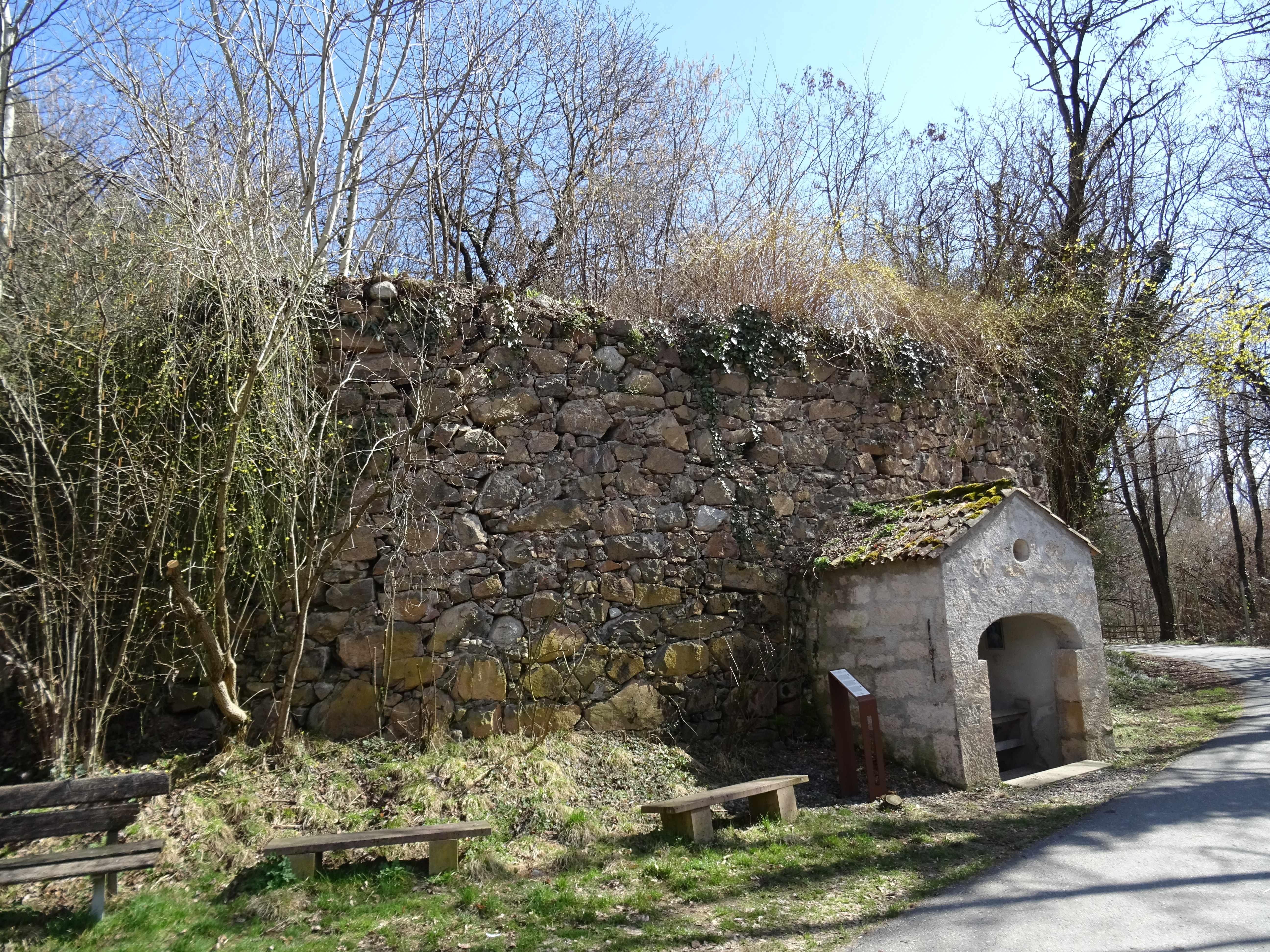
St. Anton Abt

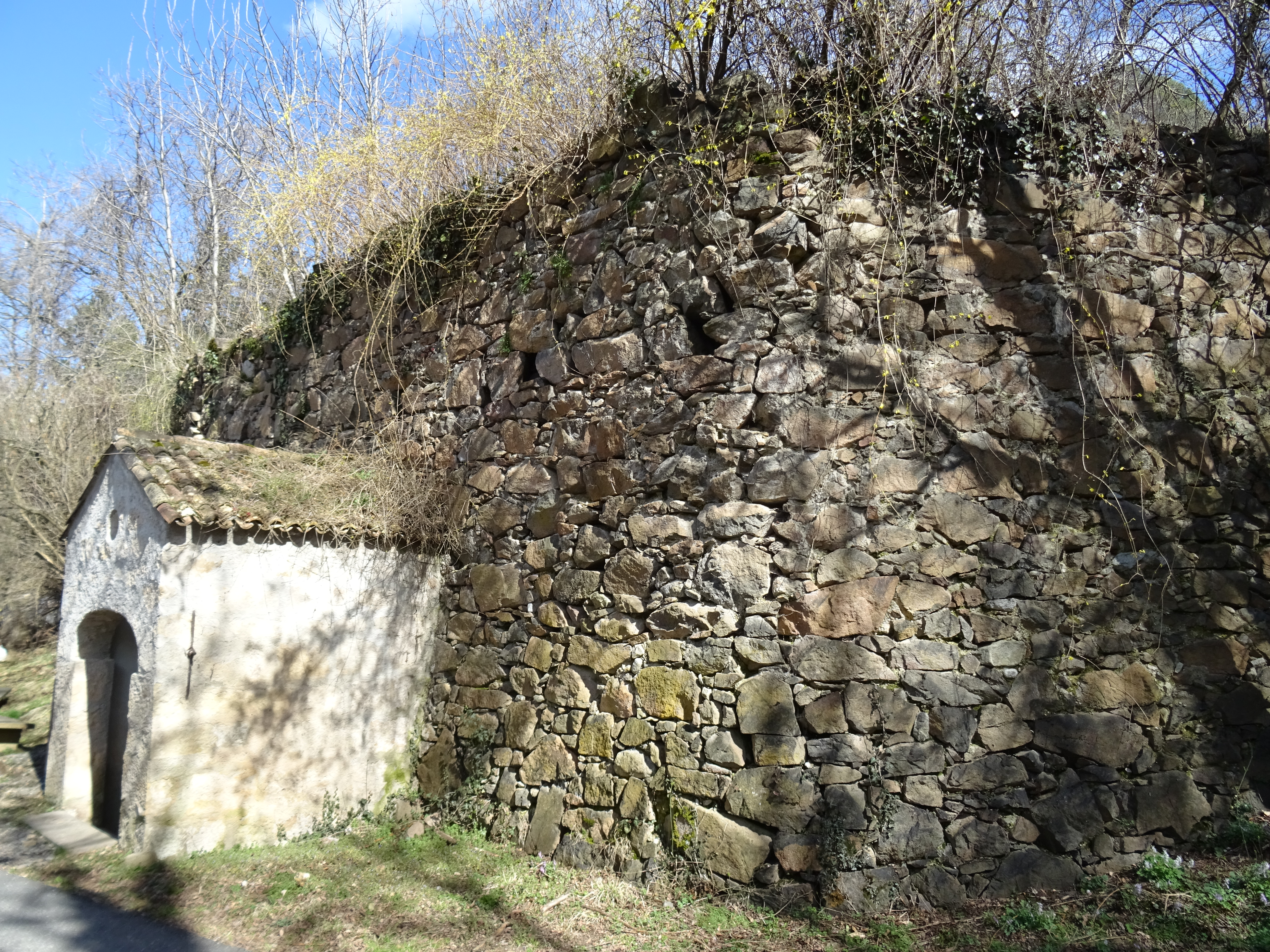
Seitenansicht

St. Anton Abt ist eine Kirchenruine bei Prissian in der Gemeinde Tisens in Südtirol.

## Geschichte
Möglicherweise ging die Kirche, Filiale der Pfarrkirche Maria Himmelfahrt in Tisens, auf das 13. Jahrhundert zurück. 1305 bzw. 1323 erstmals urkundlich erwähnt, soll es sich Volksglauben nach um die älteste Kirche der Umgebung gehandelt haben. Schutzpatron war der Heilige Antonius der Große, der Gedenktag am 17. Januar. Im Laufe der Jahrhunderte entwickelte sich zur Kirche eine rege Wallfahrt. Im Zuge der Josephinischen Reformen erfolgte 1782 die Schließung und anschließende Entweihung und Devastierung. Erhalten blieben Reste der Umfriedungsmauer. Im Westen steht eine kleine Wegkapelle. Am 5. Oktober 1981 stellte das Südtiroler Landesdenkmalamt die Kirchenruine unter Denkmalschutz. 